# Elecciones vicepresidenciales de Ecuador de 1899
Elección del vicepresidente constitucional de la república al concluirse el periodo constitucional de Manuel Benigno Cueva.

## Candidatos
| Partido | Partido                     | Vicepresidente           | Cargos Previos                              | Votos  | %   |
| ------- | --------------------------- | ------------------------ | ------------------------------------------- | ------ | --- |
|         | Partido Liberal del Ecuador | Carlos Freile Zaldumbide | Presidente de la Cámara de Diputados (1899) | 15.860 | 100 |

Fuente: